# Новопіщаний провулок (Київ)
Новопіща́ний прову́лок — зниклий провулок, що існував у Жовтневому районі (нині — територія Шевченківського району) міста Києва, місцевість Шулявка. Пролягав від Піщаного до Старопіщаного провулку.

## Історія
Провулок виник у 1-й третині XX століття під такою ж назвою. Ліквідований 1971 року у зв'язку зі знесенням старої забудови.